# Lisove (Toporiv), Busk
Lisove (în ucraineană Лісове) este un sat în comuna Toporiv din raionul Busk, regiunea Liov, Ucraina.

## Demografie
Componența lingvistică a localității Lisove
     Ucraineană (99,56%)
     Alte limbi (0,44%)
Conform recensământului din 2001, majoritatea populației localității Lisove era vorbitoare de ucraineană (99,56%), existând în minoritate și vorbitori de alte limbi.